# 難說再見
《難說再見》是陳少琪和金培達繼《We Are Ready》、《生命之光 (歌曲)》、和《飛躍共舞》後，又一首2008年北京奧運會和2010年上海世博会歌曲。
他們邀請了王平久作詞，劉德華（《Everyone Is No.1》的主唱者）、劉歡（合唱歌《我和你》的主唱者之一）、成龍（合唱歌《奧運北京》和《北京歡迎你》的主唱者之一）和周華健（《我是明星》的主唱者）主唱此曲奥运版。谭晶（《世界》的主唱者和合唱歌《致世博》的主唱者之一）和周華健（《我是明星》的主唱者）主唱此曲世博版。

這首歌以抒情的方式表達了奧運會和世博会結束後的無奈感。

## 資料來源
1. ↑  .   [2008-08-26]. （原始内容存档于2008-08-29）.